# Cristina Teuscher
Cristina Teuscher (ur. 12 marca 1978 w Nowym Jorku) – amerykańska pływaczka specjalizująca się w stylu dowolnym i zmiennym, medalistka olimpijska i mistrzostw Świata.
W 1996 r. w Atlancie na Igrzyskach Olimpijskich zdobyła złoty medal w sztafecie 4 x 200 m stylem dowolnym. Zdobyła również brązowy medal na dystansie 200 m stylem zmiennym na Igrzyskach Olimpijskich w 2000 r. w Sydney.